# Alois Rosenwink

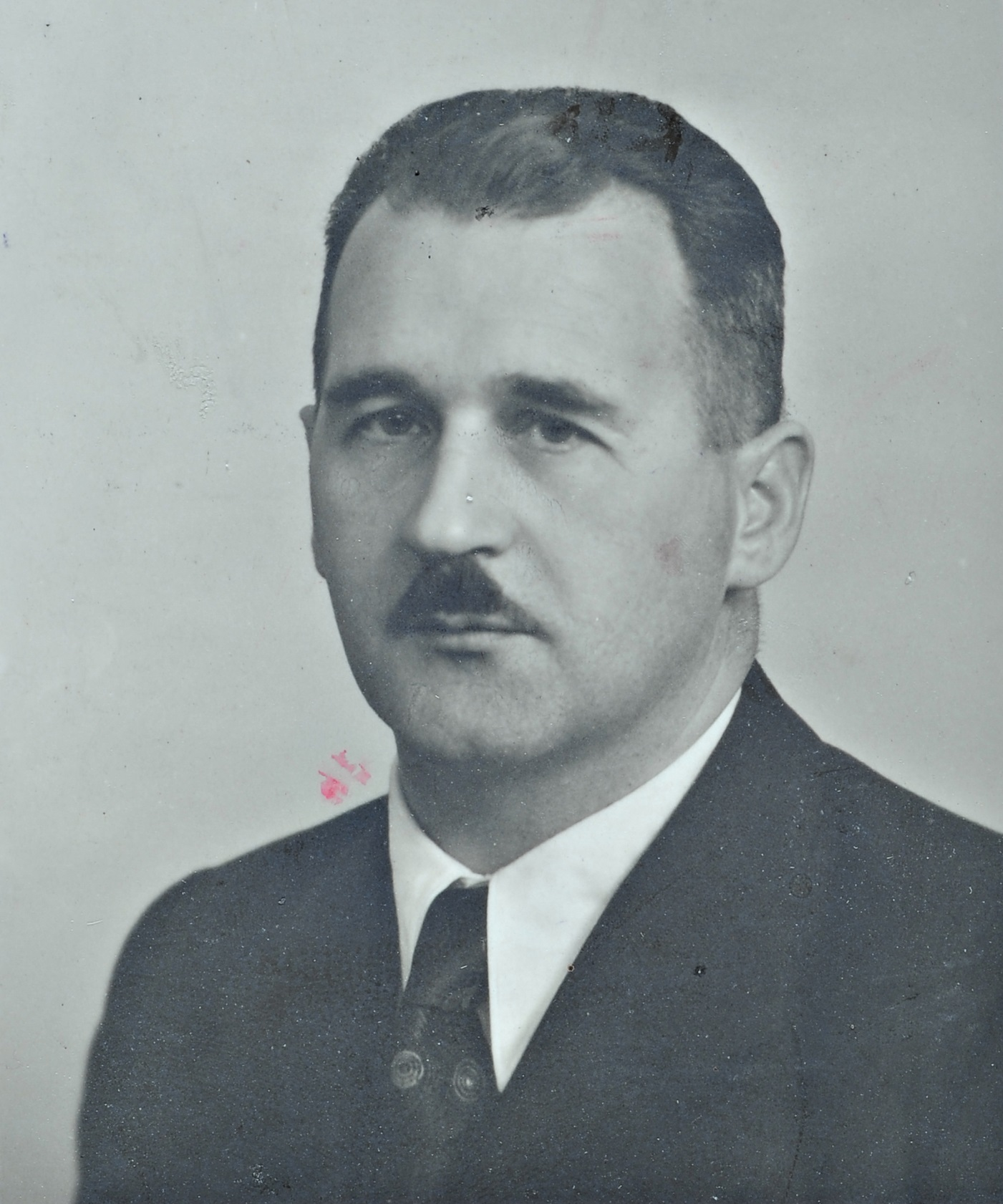
Alois Rosenwink (um 1926).

Heinrich Alois Rosenwink (* 1. August 1898 in München; † 26. Mai 1969 in Weiden in der Oberpfalz) war ein deutscher politischer Funktionär und SS-Führer.

## Leben und Wirken
Rosenwink nahm mit der bayerischen Armee am Ersten Weltkrieg teil, in dem er einmal leicht verwundet wurde.
Rosenwink, der als Kaufmann in München lebte, war ein frühes Mitglied der NSDAP, der er sich 1922 anschloss. 1923 gehörte er dem Stoßtrupp Adolf Hitler an, der zu dieser Zeit als Leibwache Adolf Hitlers fungierte und aus dem 1925 die Schutzstaffel (SS) entstand. 
Am 8/9. November 1923 nahm Rosenwink am Hitler-Putsch in München teil und beteiligte sich dabei an der Besetzung des Bürgerbräukellers. Nach dem Scheitern des Putsches wurde er in Haft genommen. In einem nachgeordneten Verfahren zum Hitler-Prozess am 28. April 1924 wurde er vom Volksgericht München zu einem Jahr und drei Monaten Festungshaft wegen Hochverrats verurteilt (Aktenzeichen C 422 23/24). Davon verbüßte er drei Monate und 20 Tage in der Festung Landsberg, bevor er am 30. September 1924 vorzeitig entlassen wurde.
Als die NSDAP 1925 neugegründet wurde, trat Rosenwink ihr zum 28. August wieder bei (Mitgliedsnummer 82). Gleichzeitig trat er als einer der ersten der damals gegründeten SS bei, in der er noch 1925 den Rang eines Staffelführers erhielt und als Abteilungsleiter mit der Leitung der SS-Oberführung, der ersten Verwaltungszentrale der SS, beauftragt wurde. Heinz Höhne charakterisiert Rosenwink aus diesem Grund auch als den „eigentlichen Organisator“ der frühen SS. Rosenwink gilt zudem als einer der potentiellen Schöpfer des Totenkopfes als SS-Insignie:
„Auf unseren schwarzen Mützen tragen wir den Totenkopf unseren Feinden zur Warnung und unserem Führer zum Zeichen des Einsatzes unseres Lebens für seine Idee.“
Unzutreffend ist dagegen die von Georg Franz-Willing angestellte Annahme, Rosenwink sei ein Pseudonym gewesen, das Alfred Rosenberg damals verwendet habe. Seit 1926 führte Rosenwink einen SS-Lichtbildzug, der mit Diavorträgen für den Nationalsozialismus warb. Nachdem diese Tätigkeit nicht mehr ausreichte, um seinen Lebensunterhalt zu finanzieren, ließ er sich 1928 im thüringischen Auma nieder, wo er Arbeit in einer Porzellanfabrik fand.
1928 trat Rosenwink infolge von Zwistigkeiten mit Adolf Rottenberger aus der NSDAP aus. Zum 1. April 1932 trat er erneut der NSDAP bei (Mitgliedsnummer 1.100.551). Am 1. Februar 1932 wurde er zudem Mitglied der SA, in der er nacheinander zum Scharführer, Truppführer, Sturmführer und Sturmhauptführer befördert wurde. Politisch spielte Rosenwink jedoch keine Rolle mehr. Seinen Lebensunterhalt verdiente er seit Mitte der 1930er Jahre als Reichsangestellter der Luftwaffe.